# Philochortus intermedius
Philochortus intermedius är en ödleart som beskrevs av  George Albert Boulenger 1917. Philochortus intermedius ingår i släktet Philochortus och familjen lacertider.

## Underarter
Arten delas in i följande underarter:
- P. i. intermedius
- P. i. rudolfensis